# Cojóbar
Cojóbar es una localidad española del municipio de Modúbar de la Emparedada, en la provincia de Burgos, comunidad autónoma de Castilla y León. Dista doce kilómetros de la capital de la provincia, y está situada en la Ruta de la Lana, cerca de la N-234. Su patrón es San Cristóbal, fiesta celebrada el 10 de julio.

## Historia
Lugar que formaba parte, de la Jurisdicción de Saldañuela en el partido de Burgos, uno de los catorce que formaban la Intendencia de Burgos durante el periodo comprendido entre 1785 y 1833, tal como se recoge en el Censo de Floridablanca de 1787. Tenía jurisdicción de señorío que ejercía entonces el marqués de Lazán quien nombraba alcalde pedáneo.
Antiguo municipio de Castilla la Vieja en el Partido de Burgos, que en el censo de la matrícula catastral contaba con 13 hogares y 54 vecinos. Así se describe a Cojóbar en el tomo VI del Diccionario geográfico-estadístico-histórico de España y sus posesiones de Ultramar, obra impulsada por Pascual Madoz a mediados del siglo XIX:

Lugar con ayuntamiento en la provincia, partido judicial, diócesis, audiencia territorial y capitanía general de Burgos (2 leguas); Situado en una pequeña altura con buena ventilación y clima sano, siendo las enfermedades más comunes los constipados. Tiene 18 casas entre las cuales existe una perteneciente a los Señores Bonifaz, de grandes dimensiones y de excelente construcción; la consistorial, escuela de primeras letras concurrida por 12 alumnos, cuyo maestro está dotado con 12 fanegas de trigo; una iglesia parroquial dedicada a San Cristóbal, con un anejo en Olmos-albos, la cual está servida por un cura que se provee por oposición en patrimoniales; un cementerio inmediato a la parroquia, y una fuente de buenas aguas a 200 pasos del pueblo para el surtido del vecindario. Confina el término N Modúbar de la Emparedada; E Revilla-Ruz; S Olmos-albos, y O Saldaña. El terreno es de mediana calidad, con un pequeño monte bien poblado de robles. Lo baña el río de los Ausines, cuyo nacimiento lo tiene en Revilla del Campo, corriendo de E a O. Por su término pasa un camino que conduce de Burgos a Cobarrubias; y la correspondencia se recibe en aquella ciudad por los mismos interesados. Producciones: trigo, cebada, centeno, comuña, avena, patatas, legumbres, peras y manzanas; ganado lanar; caza de perdices y liebres y pesca de truchas asalmonadas, cachos, barbos y cangrejos. Industria: la agrícola. Población: 13 vecinos, 54 almas. Capital productivo: 226.500 reales. Imponible: 21.027. Contribución: 1.155 reales 14 maravedíes. El presupuesto municipal asciende a 400 reales y se cubre con el fondo de propios.
Diccionario geográfico-estadístico-histórico de España y sus posesiones de Ultramar

La localidad llegó a contar con una estación de ferrocarril perteneciente a la línea Santander-Mediterráneo, que estuvo operativa entre 1927 y 1985.

## Demografía

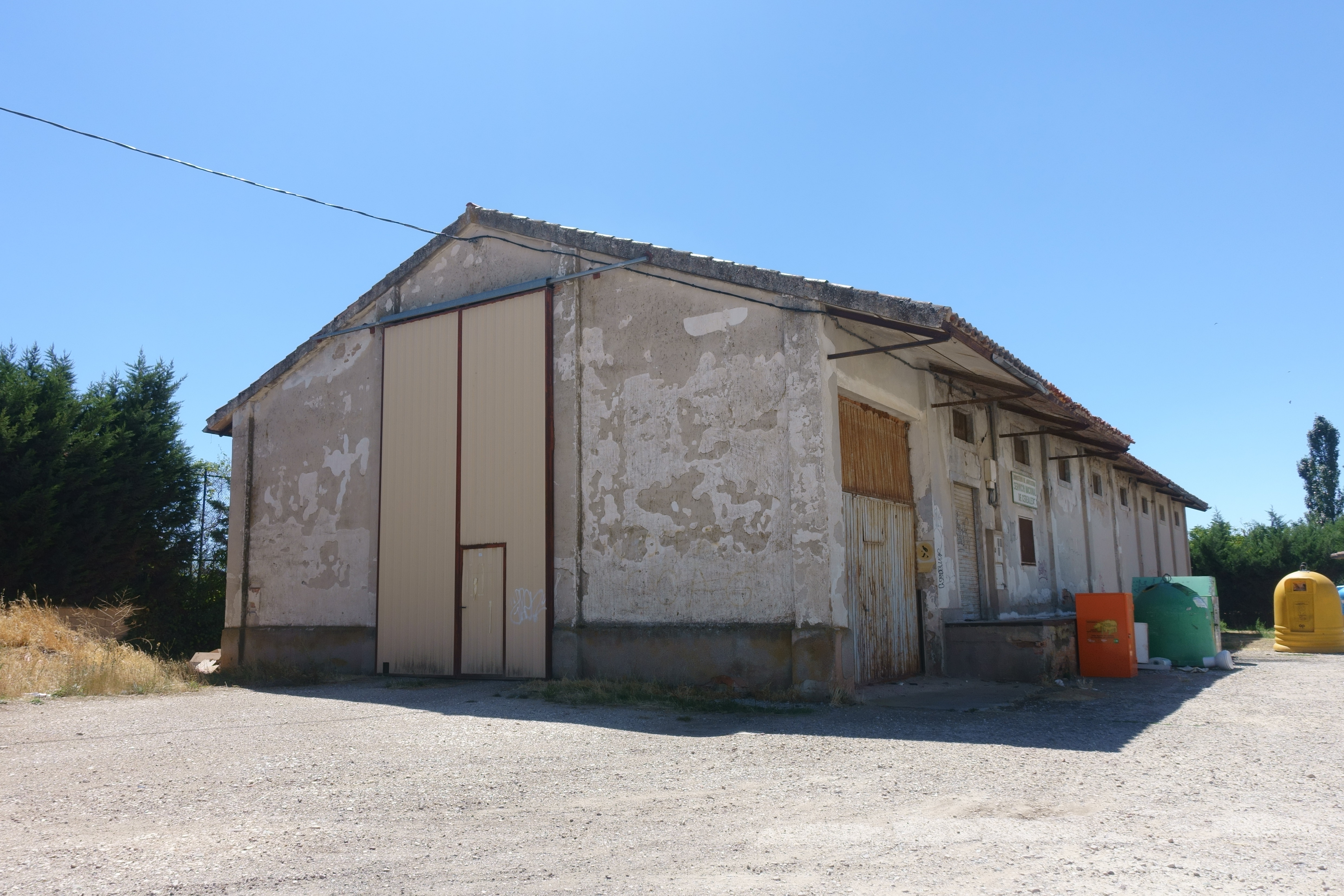
Antiguo granero de cereales

Evolución de la población
| Gráfica de evolución demográfica de Cojóbar entre 2000 y 2017      |
|                                                                    |
| Población de derecho (2000-2017) según el padrón municipal del INE |